# 駒場公園 (目黒区)

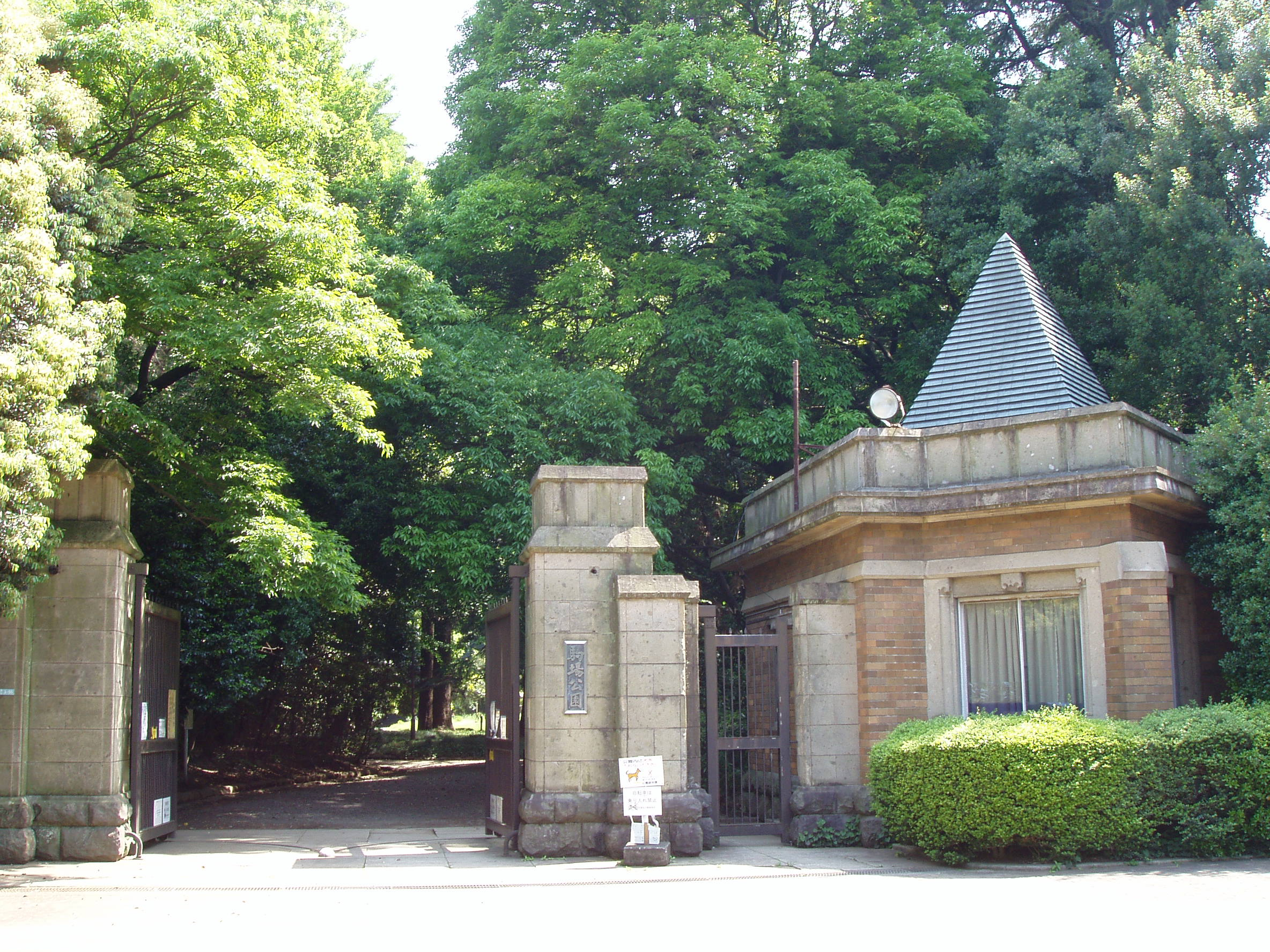
駒場公園正門（旧前田家本邸正門）（2008年5月21日撮影）

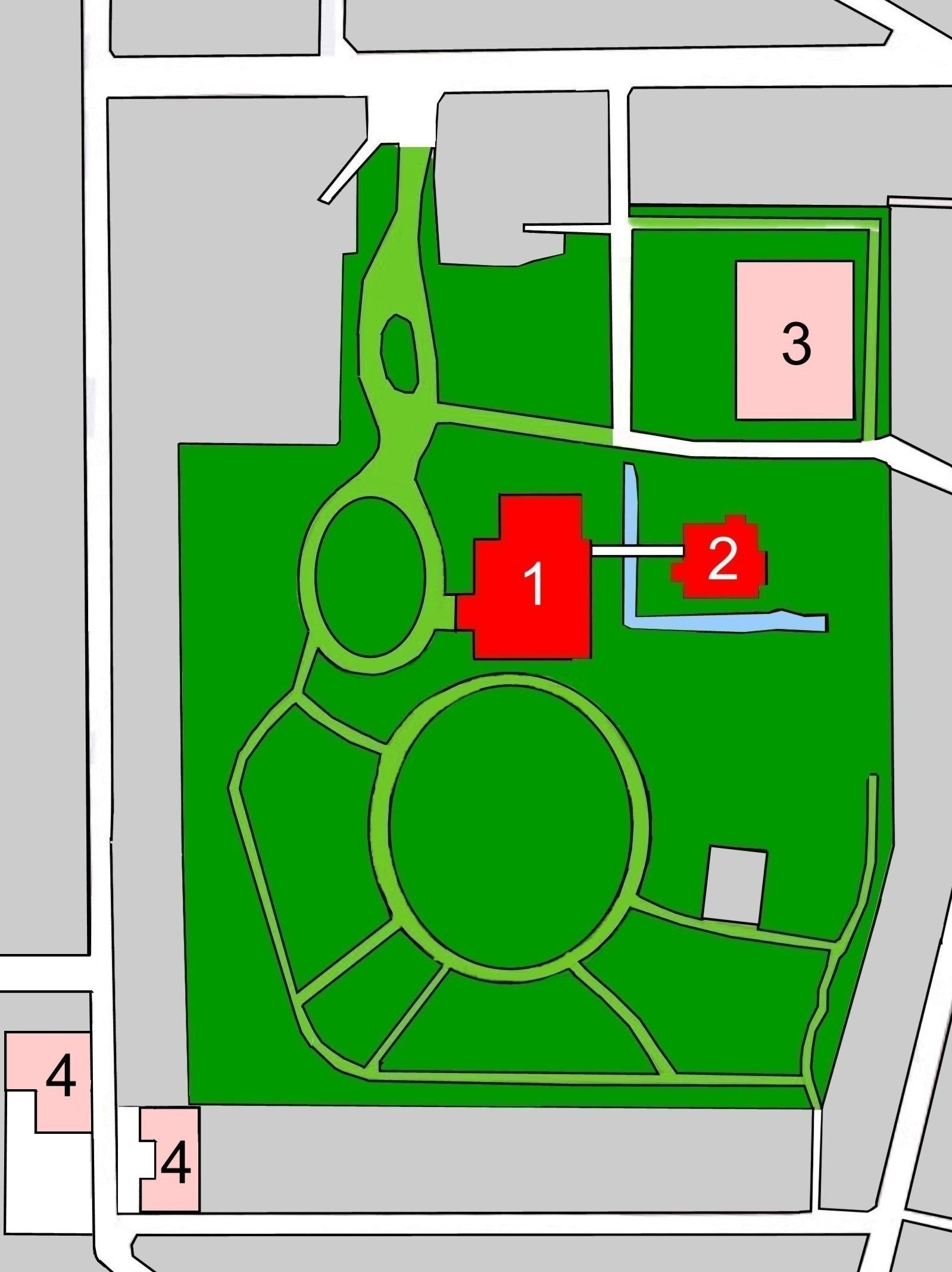
駒場公園配置図
1 - 旧前田家本邸 洋館
2 - 旧前田家本邸 和館
3 - 日本近代文学館

駒場公園（こまばこうえん）は、東京都目黒区駒場にある目黒区立の公園である。旧侯爵前田利為の邸宅が残されているため、俗称で旧前田邸と呼ばれることもある。昭和初期に建てられた洋館・和館は共に良好に保存され、2013年には国の重要文化財に指定されている。指定名称は「旧前田家本邸」。

## 歴史
明治期には当地一帯には駒場農学校があった。同校はその後東京帝国大学農学部となり、本郷（文京区弥生）へ移転した。跡地には逆にそれまで本郷に屋敷を構えていた旧加賀藩主家の華族前田侯爵家が移住した。第16代当主である前田利為侯爵の駒場本邸として、1929年（昭和4年）には洋館が、1930年（昭和5年）には和館がそれぞれ竣工した。1942年（昭和17年）に前田利為が事故死すると邸宅は他人の手に渡り、一時期は中島飛行機の本社がおかれた。
敗戦後は米軍に接収され、接収が解除される1957年（昭和32年）までの12年間は連合軍極東軍司令官の官邸などとして使用された。
その後、1964年（昭和39年）に東京都の所有となる。邸地は公園として整備されて1967年（昭和42年）に東京都立駒場公園として開園。1975年（昭和50年）に目黒区に移管された。
公園の開設された1967年（昭和42年）に洋館には東京都近代文学博物館が開館。2002年（平成14年）3月に閉館したが、建物は一般公開されている（無料）。また、近代文学博物館と同時に、公園の一角に日本近代文学館が開設されており、日本の近代文学に関する資料が閲覧できる（有料）。

## 概要
- 主な施設
  - 旧前田家本邸（洋館・和館）
  - 芝生広場
  - 日本近代文学館（詳細は当該項目参照）
- 面積:40,396m2（目黒区立の公園としては最大の面積を有する）
  - 内 国有地無償化貸付面積:32,369.02m2

## 旧前田家本邸

### 洋館
前田利為の本邸として1929年（昭和4年）に竣工。設計は東京帝国大学の塚本靖教授に依頼され、宮内省内匠寮の高橋貞太郎が実際の設計を担当した。
建築様式はイギリス・チューダー様式で、玄関ポーチの扁平アーチにもその特徴が見られる。震災後の設計であるため鉄筋コンクリート造とし、外壁を当時流行していたスクラッチタイルで仕上げている。内部はイタリア産大理石のマントルピースや柱、フランスの絹織物、イギリス製の家具などが配されている。完成当時は古今東西の美術品で飾り立てられ、個人の邸宅としては東洋一と評されたという。
- 設計 - 塚本靖・高橋貞太郎
- 施工 - 竹中工務店
- 竣工 - 1929年（昭和4年）
- 構造 - 鉄筋コンクリート造、地上3階・地下1階建、寄棟造（マンサード屋根）、尖塔3箇所、銅板葺
- 建築面積 - 978.25m2
- 延床面積 - 2,992.23m2

2018年（平成30年）10月27日、洋館がリニューアルオープン、レセプション・サロンコンサート・会議などの利用目的に整備。リニューアル記念行事として、「東京文化財ウイーク2018」行事が10月27日-11月4日間に開催され、東館と和館を結ぶ渡り廊下・東庭壁泉が特別公開された。
現在は一部（1・2階の公開部分）が一般公開されている。
- 休館日 - 毎週月・火曜日（祝日の場合は開館）、年末年始（12月29日-1月3日）[2]
- 公開時間 - 午前9時から午後4時まで[2]
- 見学料 - 無料[2]

### 和館
接客用に用いられた書院造の和風建築。1930年（昭和5年）竣工。設計は帝室技芸員・佐々木岩次郎。ロンドン駐在武官であった前田利為が海外からの賓客を接待するために建てたとされ、違い棚や欄間の透し彫など日本建築の粋を集めている。

### 文化財指定
- 1991年に（平成3年）に洋館が「旧前田侯爵邸洋館」として、東京都指定有形文化財（建造物）に指定された。
- 2008年には和館ほか5棟と土地が東京都指定有形文化財に追加指定され、指定名称が「旧前田侯爵家駒場本邸」に変更された。
- 2013年には洋館、和館を含む建造物8棟と土地が「旧前田家本邸」の名称で国の重要文化財に指定された。指定物件は以下のとおり。[3][4]
  - 旧前田家本邸
    - 洋館（附：庭塀、棟札）
    - 和館（附：棟札）
    - 洋館渡廊下
    - 和館渡廊下
    - 茶室待合
    - 和館門及び塀
    - 門衛所
    - 正門及び塀
    - 土地37,316.42平方メートル

- 2025年には「旧前田庭園（駒場公園）」の名称で東京都指定名勝に指定された。[5]

### ロケ地としての利用
- 「華麗なる一族」（2007年放映TBSテレビドラマ）[6]。

## アクセスなど
- 京王井の頭線駒場東大前駅より徒歩8分。小田急小田原線東北沢駅より徒歩約13分。
- 休園日 - 毎週月曜日（祝日の場合は翌日以降直近の平日）、年末年始（12月29日-1月3日）
- 開園時間 - 午前9時から午後4時30分まで
- 駐車施設 - なし[7]

## ギャラリー

### 洋館
旧前田家本邸洋館の外観
- 外観（2017年撮影）
- 車寄せと玄関（2008年撮影）
- 外観（2008年撮影）
- 庭側からの外観（2024年撮影）
- 中庭からの外観（2024年撮影）
- 羽の生えたライオン像
- 前田侯爵家の家紋である加賀梅鉢紋がデザインされたプランター

旧前田家本邸洋館の邸内
- 邸内からの玄関（2024年撮影）
- 1階サロン（2024年撮影）
- 1階第一応接室（2024年撮影）
- 1階小客室（2024年撮影）
- 1階大客室（2024年撮影）
- 1階大客室と奥に小客室（2013年撮影）
- 1階大食堂の暖炉（2024年撮影）
- 1階小食堂（2024年撮影）
- 1階大食堂と奥に小食堂（2024年撮影）
- 階段下のイングルヌック
- 1階階段ホール（2024年撮影）
- 2階からの階段ホール（2024年撮影）
- 2階廊下（2024年撮影）
- 2階廊下（2024年撮影）
- 2階夫人室（2024年撮影）
- 2階寝室（2013年撮影）
- 2階三女居室（2024年撮影）
- 2階次女居室（2024年撮影）
- 2階長女居室（2024年撮影）
- 2階書斎
- 2階書斎
- 2階会議室
- 2階従者室（2024年撮影）
- 2階女中部屋（2024年撮影）

### 和館
旧前田家本邸和館
- 和館の門（2008年撮影）
- 和館の外観（2013年撮影）
- 1階客間（2013年撮影）
- 和館の庭（2008年撮影）
- 欄間（2013年撮影）

## 近隣施設
- 東京大学駒場キャンパス
- 日本民藝館
- 駒場野公園